# Klaus Heidegger
Klaus Heidegger (* 19. August 1957) ist ein ehemaliger österreichischer Skirennläufer. Ab der zweiten Hälfte der 1970er Jahre gehörte er für einige Jahre zu den besten Riesenslalom- und Slalomläufern im Skiweltcup. Nach seiner sportlichen Karriere baute er das US-amerikanische Kosmetikunternehmen Kiehl’s zu einer renommierten Marke auf.

## Biografie
Heidegger wuchs zusammen mit seinen Geschwistern auf einem Bauernhof in Götzens/Axams (Tirol) auf. Nach dem Abschluss der Schule absolvierte er eine Lehre zum Industriekaufmann.
Den ersten internationalen Erfolg als Skirennläufer erzielte Heidegger mit dem zweiten Platz im Slalom bei den Junioreneuropameisterschaften 1973 in Ruhpolding. Von 1975 bis zu seinem Karriereende 1986 war er einer der erfolgreichsten Skirennläufer des Österreichischen Skiverbandes (ÖSV). Im Lauf seiner Karriere gelangen ihm fünf Weltcupsiege (zwei Riesenslaloms, drei Slaloms) und weitere neun Podestplätze. Insgesamt konnte er sich 49-mal unter den besten Zehn platzieren. In der Saison 1976/77 hatte er beim letzten Riesenslalom die Chance, die Disziplinenwertung zu gewinnen. Dies wäre im darauffolgenden Winter 1977/78 auch im Slalom möglich gewesen, hätte er durch sein krankheitsbedingtes Fehlen am 11. Februar in Les Houches nicht entscheidend an Terrain verloren. Am 27. November 1983 gewann er in Bormio den Slalom im Rahmen der nur zum Nationencup zählenden World Series of Skiing.
Bei einem Training lernte er seine spätere Frau Jami(e) Morse kennen. Nach der Hochzeit und dem Rücktritt vom aktiven Leistungssport erwarb er 50 % der Firma seines Schwiegervaters Aaron Morse, einer kleinen auf Naturkosmetik spezialisierten Apotheke in New York. In den folgenden Jahren war er selbst in dem Laden tätig und mischte Feuchtigkeitscremes. 1989 übernahm er dann das Geschäft zur Gänze, entwickelte neue Marken, investierte in Marketing und formte aus Kiehl’s ein weltweit operierendes Unternehmen. Später verkaufte er es an den französischen Kosmetikhersteller L’Oréal. Die kolportierten Verkaufserlöse rangieren zwischen 80 und 150 Millionen US-Dollar, liegen aber laut Angaben von Heidegger bei über 100 Millionen.
Seit 1992 lebt er mit seiner Frau und den drei Kindern auf einer Ranch in Chatsworth, einem Vorort von Los Angeles im San Fernando Valley. Der gemeinsame Sohn Maximilian Heidegger wurde Berufsbasketballspieler. Die Erlöse aus dem Verkauf von Kiehl’s investierte der Tiroler in drei Firmen. Im Jahr 2003 erwarb er, basierend auf seinem langjährigen Interesse für Gesundheit und Fitness, die Aktienmehrheit (51 %) an der Schweizer Schuhfirma Masai-Barfuss-Technologie, die Getränkefirma Motion Potion und das Pferdemagazin Short Sockets. Darüber hinaus engagiert er sich auch als Pferdezüchter.

## Erfolge

### Weltcup
- 2. Platz Gesamtweltcup 1976/77
- 3. Platz RTL-Weltcup 1976/77
- 2. Platz Slalom-Weltcup 1976/77
- 4. Platz Gesamtweltcup 1977/78
- 2. Platz Slalom-Weltcup 1977/78

### Weltcupsiege
| Datum            | Ort                    | Land        | Disziplin    |
| ---------------- | ---------------------- | ----------- | ------------ |
| 9. Jänner 1977   | Garmisch-Partenkirchen | Deutschland | Riesenslalom |
| 27. Februar 1977 | Furano                 | Japan       | Slalom       |
| 17. März 1977    | Voss                   | Norwegen    | Riesenslalom |
| 15. Jänner 1978  | Wengen                 | Schweiz     | Slalom       |
| 22. Jänner 1978  | Kitzbühel              | Österreich  | Slalom       |

### Österreichische Meisterschaften
Fünffacher Österreichischer Staatsmeister:
- 3 × Slalom (1977, 1980, 1983)
- 2 × Riesenslalom (1977, 1980)

## Auszeichnungen
- Träger des Verdienstkreuzes des Landes Tirol 2006[9]
- Sportler des Jahres 1978[10]
- Sieger des Business Athlete Award 2005
- Tiroler des Jahres 2016[11]